# Arosia
Arosia er et aarhusiansk jazzorkester.
Orkesteret blev grundlagt i 1958 af banjospilleren Ernst Hornslet og klarinettisten Bjarne Duelund som "Aarhus Fodvarmere".
Da orkestret i 60'erne begyndte at spille en del i udlandet, var dette navn noget upraktisk, så i 1965 ændrede man det til "Arosia City Jazzmen", og da alle efterhånden i daglig omtale blot kaldte orkestret "Arosia", blev det i 1972 til det officielle navn.
Orkestrets nuværende basunist Botha Christensen stødte til i 1959. Han er den eneste, der har været med uafbrudt siden.

## Diskografi
- BoBlen '80, 1980
- Come Along Arosia, 1983
- Hvide kartofler og rene lagner, 1985
- Arosia 30 år, 1988
- Hot Jazz For All Functions, 1993
- Forty And Tight, 1998
- Alley Dog, 2001
- Them There Eyes, 2005
- 50 års jubilæums cd/opsamlings cd 1980 - 2007, 2008